# Benjamin Črv
Benjamin Črv (* 29. November 1996) ist ein ehemaliger slowenischer Skilangläufer. 

## Werdegang
Črv, der für den ND Ratece-Planica startete, nahm von 2011 bis 2016 vorwiegend an Juniorenrennen des Alpencups teil. Beim Europäischen Olympischen Winter-Jugendfestival 2013 in Predeal lief er auf den 82. Platz im Sprint, auf den 49. Rang über 10 km Freistil und auf den 34. Platz über 7,5 km klassisch. Seine besten Platzierungen bei den Nordischen Junioren-Skiweltmeisterschaften 2015 in Almaty waren der 25. Platz im Sprint und der achte Rang mit der Staffel. In der Saison 2015/16 gab er in Planica sein Debüt im Skilanglauf-Weltcup, welches er auf dem 72. Platz im Sprint beendete und belegte bei den Nordischen Junioren-Skiweltmeisterschaften 2016 in Râșnov den 75. Platz im Sprint und jeweils den 38. Rang über 15 km Freistil und 10 km klassisch. Bei den U23-Weltmeisterschaften 2018 in Goms errang er den 45. Platz im Sprint und den 44. Platz über 15 km klassisch. In der Saison 2018/19 kam er bei den U23-Weltmeisterschaften 2019 in Lahti auf den 35. Platz im 30-km-Massenstartrennen und auf den 26. Platz über 15 km Freistil und bei den Nordischen Skiweltmeisterschaften 2019 in Seefeld in Tirol auf den 58. Platz über 15 km klassisch. Zudem erreichte er in Otepää mit dem 52. Platz über 15 km klassisch seine beste Platzierung im Weltcupeinzel. Zwei Jahre später errang er bei den Nordischen Skiweltmeisterschaften in Oberstdorf den 60. Platz über 15 km Freistil. Nach der Saison 2020/21 beendete er seine Karriere.